# Kup maršala Tita 1968./69.
Kup maršala Tita 1968./69., također poznat kao Kup Jugoslavije u nogometu 1968./69., bila je dvadeset i druga sezona Kupa Jugoslavije u nogometu nakon Drugog svjetskog rata.

U kvalifikacijama koje su provodili republički savezi sudjelovalo je 2250 ekipa; 16 ekipa došlo je do stvarnog kupa (pod upravom FSJ), koji se igrao od 2. ožujka do 19. lipnja 1969.
Trofej je osvojio zagrebački Dinamo koji je u finalu svladao splitski Hajduk. Zagrepčanima je to bio peti naslov u ovom natjecanju.

Zahvaljujući uspjehu, Dinamo je ostvario plasman u Kup pobjednika kupova 1969./70.

## Turnir
Ove godine u polufinalu se susrela "velika četvorka": Crvena zvezda, Dinamo, Partizan i Hajduk.

U osmini finala jedino je Hajduk od tih klubova igrao doma i to protiv Slobode iz Tuzle, dok su ostala tri kluba svoje protivnike savladali kao gosti.

Jedino iznenađenje u osmini finala priredila je Bačka koja je u gostima svladala Vojvodinu 3:1.

U sljedećem kolu Bačka je kao domaćin igrala neodlučeno s Hajdukom u regularnom tijeku utakmice, a tek je u produžecima izgubila s 1:2.

U polufinalnim utakmicama Hajduk je u Splitu svladao Crvenu zvezdu s 1:0. U drugom susretu, u Beogradu, Dinamo i Partizan su i nakon produžetaka igrali neriješeno 0:0, ali je Dinamo bolje izvodio jedanaesterce i slavio 4:2.

Ove godine odigrane su dvije finalne utakmice. U prvom susretu Dinamo i Hajduk ni nakon produžetaka nisu mogli odlučiti pobjednika. U drugom susretu Dinamo je uvjerljivo slavio s 3:0.

## Sudionici
Sudjelovalo je 2250 ekipa. Splitski Hajduk u pretkolu eliminirao Karlovac (3:0); Dinamo Zagreb eliminirao je Zadar (4:1); Partizan je eliminirao Radnički Kragujevac (1:0); Crvena zvezda eliminirala je Crvenku (4:1). Maksimir je u 1. kolu pobijedio Omladinac Novaki 8:0, a u 2. kolu je izgubio 3:4 od zagrebačke Ceste.

Sljedećih 16 ekipa plasirale su se u završni dio:
| rang         | Slovenija            | Hrvatska                                | Bosna i Hercegovina | Srbija             | Srbija                                          | Srbija | Crna Gora   | Makedonija |
| rang         | Slovenija            | Hrvatska                                | Bosna i Hercegovina | Vojvodina          | Središnja Srbija                                | Kosovo | Crna Gora   | Makedonija |
| ------------ | -------------------- | --------------------------------------- | ------------------- | ------------------ | ----------------------------------------------- | ------ | ----------- | ---------- |
| 1. rang      | - Olimpija Ljubljana | - Dinamo Zagreb - Hajduk Split - Rijeka | - Željezničar       | - Vojvodina        | - Bor - Crvena zvezda - Partizan - Radnički Niš |        |             | - Vardar   |
| 2. rang      |                      | - Borovo                                | - Sloboda Tuzla     | - Bačka B. Palanka | - Napredak Kruševac                             |        | - Budućnost |            |
| Niži rangovi |                      |                                         |                     |                    |                                                 |        |             |            |

## Osmina završnice
| Domaći sastav          |   | Gostujući sastav        | Rezultat    |
| ---------------------- | - | ----------------------- | ----------- |
| Vojvodina (Novi Sad)   | – | Bačka (Bačka Palanka)   | 1:3         |
| Hajduk (Split)         | – | Sloboda (Tuzla)         | 3:1         |
| NK Borovo (Borovo)     | – | Crvena zvezda (Beograd) | 0:2         |
| Napredak (Kruševac)    | – | Vardar (Skoplje)        | 2:0         |
| Budućnost (Titograd)   | – | Partizan (Beograd)      | 2:3 (prod.) |
| NK Rijeka (Rijeka)     | – | FK Bor (Bor)            | 1:0         |
| Radnički (Niš)         | – | Dinamo (Zagreb)         | 0:1         |
| Željezničar (Sarajevo) | – | Olimpija (Ljubljana)    | 1:0         |

## Četvrtzavršnica
| Domaći sastav           |   | Gostujući sastav       | Rezultat    |
| ----------------------- | - | ---------------------- | ----------- |
| Bačka (Bačka Palanka)   | – | Hajduk (Split)         | 1:2 (prod.) |
| Crvena zvezda (Beograd) | – | Napredak (Kruševac)    | 4:0         |
| Partizan (Beograd)      | – | NK Rijeka (Rijeka)     | 2:1         |
| Dinamo (Zagreb)         | – | Željezničar (Sarajevo) | 1:0         |

## Poluzavršnica
| Domaći sastav      |   | Gostujući sastav        | Rezultat               |
| ------------------ | - | ----------------------- | ---------------------- |
| Hajduk (Split)     | – | Crvena zvezda (Beograd) | 1:0                    |
| Partizan (Beograd) | – | Dinamo (Zagreb)         | 0:0 (prod.) (2:4 pen.) |

## Završnica

### Susret
| 31. svibnja 1969.             |             |                                      |                                                                              |
| Dinamo Zagreb                 | 3:3 (pr.)   | Hajduk Split                         | Stadion JNA, Beograd Broj gledatelja: 20.000 Sudac: Milivoje Gugulović (Niš) |
| Gucmirtl 23' Zambata 71' 110' | (izvještaj) | 16' Pavlica 74' Bošković 100' Vardić | Stadion JNA, Beograd Broj gledatelja: 20.000 Sudac: Milivoje Gugulović (Niš) |

| Dinamo | Hajduk |

| DINAMO ZAGREB: |  |                     |        |
|                |  |                     |        |
| G              |  | Fahrija Dautbegović |        |
| B              |  | Branko Gračanin     |        |
| B              |  | Rudolf Cvek         | Izašao |
| B              |  | Rudolf Belin        |        |
| B              |  | Mladen Ramljak      |        |
| V              |  | Josip Gucmirtl      |        |
| V              |  | Denijal Pirić       |        |
| V              |  | Filip Blašković     |        |
| V              |  | Krasnodar Rora      |        |
| N              |  | Slaven Zambata      |        |
| N              |  | Marijan Čerček      | Izašao |
| Izmjene:       |  |                     |        |
| B              |  | Marijan Brnčić      | Ušao   |
| A              |  | Marijan Novak       | Ušao   |
| Trener:        |  |                     |        |
| Ivica Horvat   |  |                     |        |

| HAJDUK SPLIT:  |  |                    |        |
|                |  |                    |        |
| G              |  | Ante Sirković      |        |
| B              |  | Dragan Holcer      |        |
| B              |  | Vinko Cuzzi        |        |
| B              |  | Ivan Buljan        |        |
| B              |  | Miroslav Bošković  |        |
| V              |  | Aleksandar Ristić  |        |
| V              |  | Ivan Hlevnjak      |        |
| V              |  | Miroslav Vardić    |        |
| V              |  | Petar Nadoveza     |        |
| N              |  | Džemaludin Mušović |        |
| N              |  | Ivan Pavlica       | Izašao |
| Izmjene:       |  |                    |        |
| N              |  | Mladen Matijanić   | Ušao   |
| Trener:        |  |                    |        |
| Dušan Nenković |  |                    |        |

### Ponavljanje
Prema pravilima, ako finale završi neriješeno i nakon produžetaka, pobjednik se ne određuje ždrijebom, već se igra nova utakmica.
| 19. lipnja 1969.                |             |              |                                                                              |
| Dinamo Zagreb                   | 3:0         | Hajduk Split | Stadion JNA, Beograd Broj gledatelja: 15.000 Sudac: Milivoje Gugulović (Niš) |
| Belin 18' Zambata 85' Vabec 90' | (izvještaj) |              | Stadion JNA, Beograd Broj gledatelja: 15.000 Sudac: Milivoje Gugulović (Niš) |

| Dinamo | Hajduk |

| DINAMO ZAGREB: |  |                     |        |
|                |  |                     |        |
| G              |  | Fahrija Dautbegović |        |
| B              |  | Branko Gračanin     |        |
| B              |  | Rudolf Cvek         |        |
| B              |  | Rudolf Belin        |        |
| B              |  | Mladen Ramljak      |        |
| V              |  | Josip Gucmirtl      |        |
| V              |  | Denijal Pirić       |        |
| V              |  | Filip Blašković     |        |
| V              |  | Krasnodar Rora      | Izašao |
| N              |  | Slaven Zambata      |        |
| N              |  | Marijan Novak       | Izašao |
| Izmjene:       |  |                     |        |
| N              |  | Drago Vabec         | Ušao   |
| N              |  | Marijan Čerček      | Ušao   |
| Trener:        |  |                     |        |
| Ivica Horvat   |  |                     |        |

| HAJDUK SPLIT:  |  |                    |        |
|                |  |                    |        |
| G              |  | Radomir Vukčević   |        |
| B              |  | Dragan Holcer      |        |
| B              |  | Vinko Cuzzi        | Izašao |
| B              |  | Ivan Buljan        | Izašao |
| B              |  | Miroslav Bošković  |        |
| V              |  | Aleksandar Ristić  |        |
| V              |  | Ivan Hlevnjak      |        |
| V              |  | Miroslav Vardić    |        |
| N              |  | Miroslav Ferić     |        |
| N              |  | Džemaludin Mušović |        |
| N              |  | Ivan Pavlica       |        |
| Izmjene:       |  |                    |        |
| B              |  | Petar Bonačić      | Ušao   |
| V              |  | Petar Nadoveza     | Ušao   |
| Trener:        |  |                    |        |
| Dušan Nenković |  |                    |        |

## Poveznice
- Prva savezna liga 1968./69.
- Druga savezna liga 1968./69.
- 3. ligaški rang 1968./69.

## Vanjske poveznice
- RSSSF
- Jugoslavija - Detalji finala Kupa 1947.-2001
- exyufudbal.in.rs
- lavkup.com
- bihsoccer.com